# 卡洛·萊納爾迪
卡洛·萊納爾迪（Carlo Rainaldi；1611年5月4日—1691年2月8日）是一位巴洛克時期的義大利建築師。

## 生平

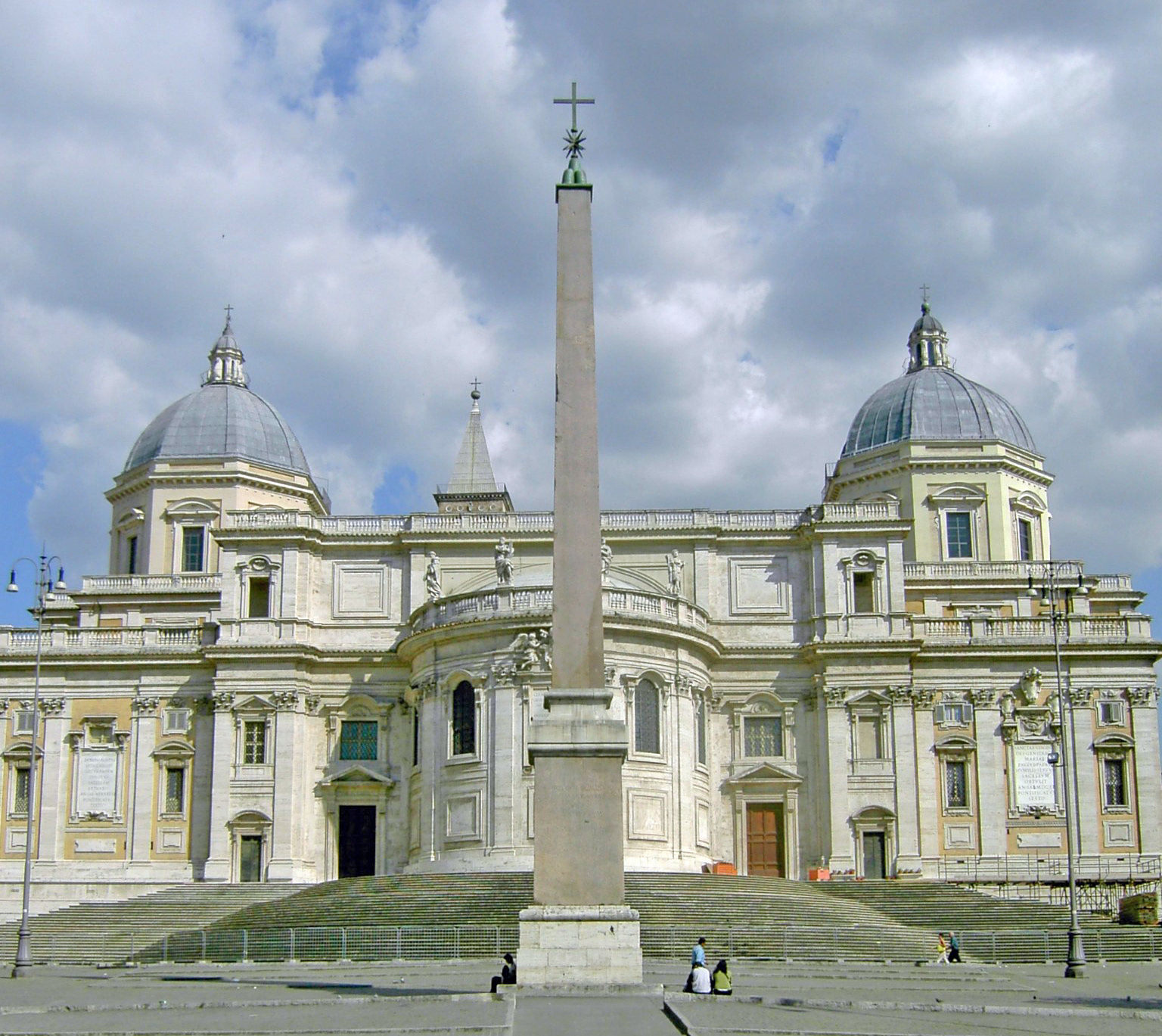
聖母大殿背面是萊納爾迪晚期作品

萊納爾迪出生於羅馬，是17世紀羅馬的頂尖建築師之一，以其宏偉的設計而聞名。他最初與父親吉羅拉莫·萊納爾迪（Girolamo Rainaldi）一起工作，吉羅拉莫是羅馬風格主義建築師。在他父親去世後，他完全接受了不朽的巴洛克風格。
當巴貝里尼教宗烏爾巴諾八世被更嚴厲的潘菲利教宗英諾森十世取代時，他在羅馬獲得了統治地位。他的作品包含聖安德肋聖殿立面、聖吉羅拉莫德拉教堂立面、金碧地利聖母堂、靈跡聖母堂和聖山聖母堂。他在1653年工作期間無法完成圣依搦斯殉道堂的立面 。
除了作為石頭建築師的工作之外，雷納爾迪還為宗教儀式和活動設計舞台佈景。1650年，他為在Il Gesù教堂舉行的 Quarant'ore（四十小時靈修）設計了佈景。1665年，他設計了一座紀念西班牙費利佩四世逝世的吊橋。他也是作曲家。
雷納爾迪在羅馬去世。